# 電子レンジ

電子レンジ。

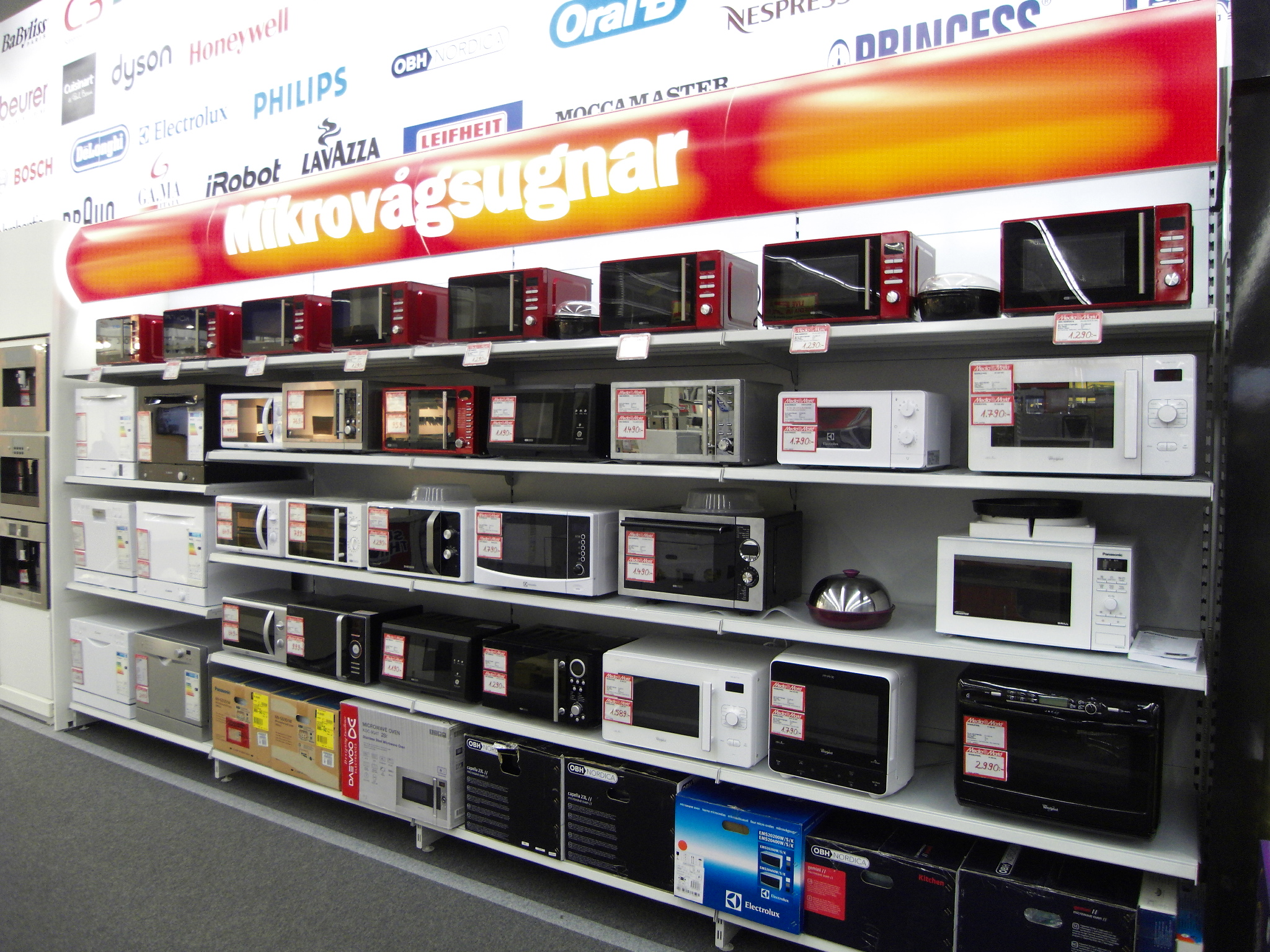
量販店の棚に並ぶ様々な電子レンジ。

電子レンジ（でんしレンジ、英: microwave oven）とは、電磁波（電波）により、水分を含んだ食品などを発熱させる調理機器である。
日本における「電子レンジ」という名称は、1961年（昭和36年）12月、急行電車のビュフェ（サハシ153形）で東芝の製品をテスト運用した際に、国鉄の担当者が料理用のかまど（レンジ＝range）からネーミングしたのが最初とされる。その後市販品にも使われ、一般的な名称となっていった。
英語では microwave oven（マイクロウェーブ・オーブン、直訳すると「マイクロ波オーブン」）で、しばしば microwave と略される。electronic ovenとも呼ばれる。

## 概要
電子レンジはマイクロ波加熱で、水分を含んだ物の温度を上げる装置である。マイクロ波を食品などに照射して、極性をもつ水分子に直接エネルギーを与え、分子を振動・回転させることで温度を上げる。マイクロ波の発生にはマグネトロンという真空管の一種を用いている。
電気オーブンとの比較
電子レンジが使うマイクロ波と、電気オーブン（オーブントースターなど）が使う赤外線は波長が異なり、性質も異なる。電気オーブンは主に発熱体をジュール熱で発熱させ発生する赤外線で食品の表面を加熱する。一方、電子レンジのマイクロ波は食品の表面で止まらずある程度内部まで到達し、食品の表面だけでなく内部からも発熱する。
マイクロ波で水分子の振動を増大させることで加熱するので、水分子を含まないガラス容器や乾いた陶磁器は直接的には温まらない。
出力と消費電力
電子レンジの「（高周波）出力」は家庭用の電子レンジの場合は500 W - 700 W程度であり、業務用の電子レンジつまりコンビニエンスストアや厨房機器として用いられるタイプでは、1500 W - 3000 W程度である。電力はすべてマイクロ波に変換されるわけではなく、変換時に損失が生じるので、電子レンジの「消費電力」と「出力（温める力）」は数字がずれる。たとえばインバータータイプの電子レンジの「出力」が「1000 W」と表示されている製品の「消費電力」は1450 W程度である。
普及状況
世帯普及率は、日本において1970年代中盤に10 %を超え、1980年代の中盤で40 %台から50 %強、その後半には60 %台中盤から70 %台となり、1990年代の中盤は80 %台中盤から90 %前後で、その後半には90 %台中盤となり、2000年代の中盤から後半では90 %台中後半を保っている。世界的に安価な廉価版機種から多機能高性能な機種に至るまで幅広く流通し、その利便性が認められて広く使われている。
関連法規、通信機器への影響
日本では家庭用品品質表示法の適用の対象で、電気機械器具品質表示規程に定めがある。また、電波法にいう高周波利用設備に該当し、高周波出力50 Wを超える機器のため、型式確認制度の対象となる。なお電子レンジが放出する電磁波の周波数は2450 MHzで、ISMバンドのひとつにあたり、電子レンジを動作させると周波数を共用している無線LANやWi-Fi、直下の2400 MHz帯（2.4 GHz帯）アマチュア無線などは通信不能になる影響を受けるが、総務省告示周波数割当計画脚注に「混信を容認しなければならない」と規定している。

## 歴史

### 原理の発見

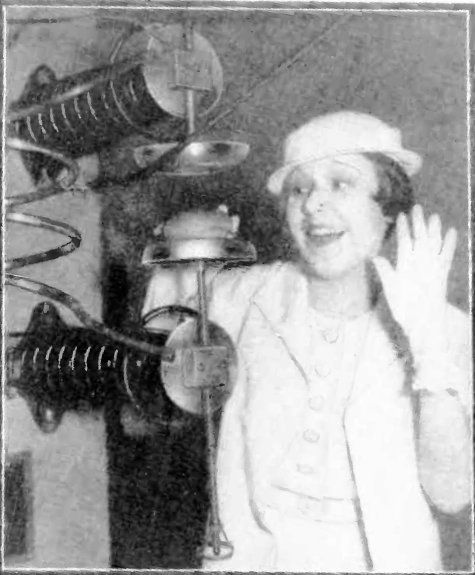
1933年のシカゴ万博でのウェスティングハウス社によるデモンストレーション。60 MHzの電磁波でサンドイッチを温めた。

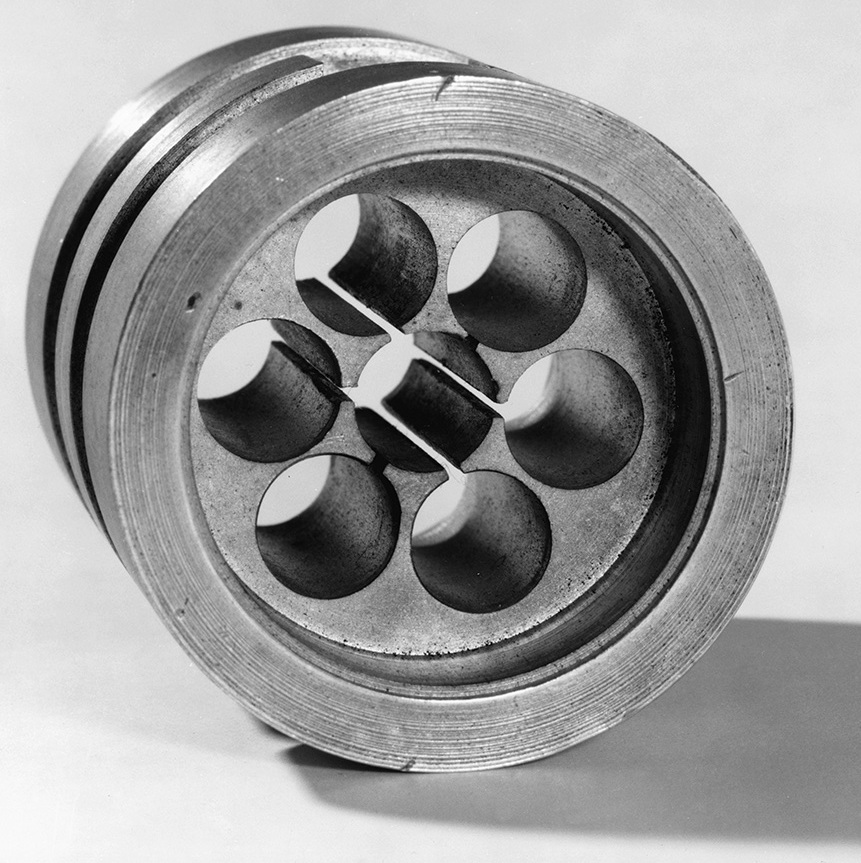
最初の空洞式マグネトロン（1940年）

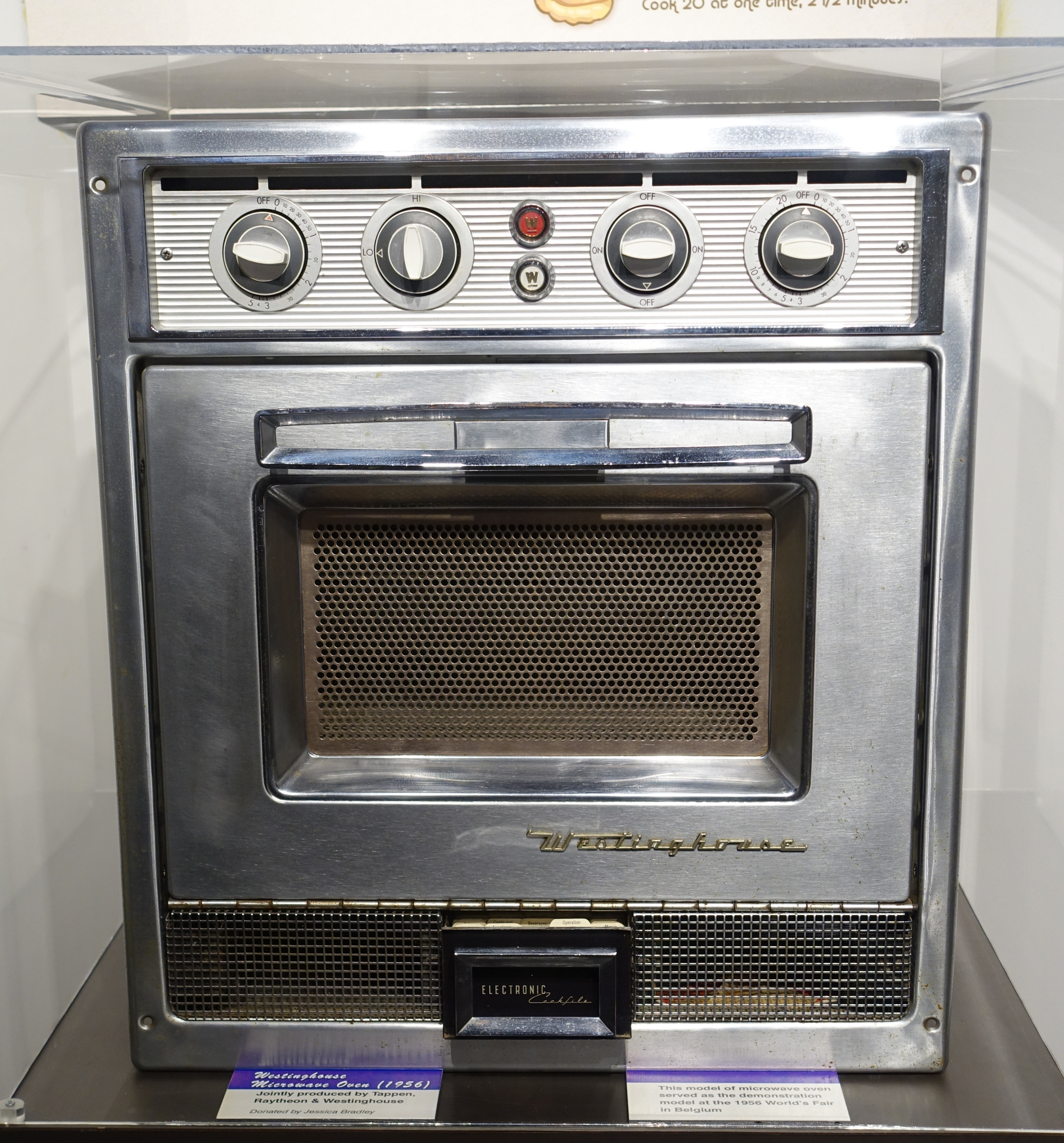
ウェスティングハウス製の1956年の電子レンジ

1945年に、アメリカ合衆国のレイセオン社で働いていたレーダー設置担当の技師、パーシー・スペンサーによって発明された。「マグネトロンの前に立った彼のポケットの中のチョコバーが溶けていたことを偶然発見した」「放置していたサンドイッチが勝手に加熱調理されていた」など伝説的なエピソードが伝わっているが、実際には複数のスタッフによる入念な観察の結果によって開発されたという。
最初に電子レンジで調理した食物は、慎重に選ばれた結果、ポップコーンであった。スペンサーの電子レンジでは、紙袋を使ったトウモロコシの調理法で特許を取っている。次に選ばれた食材は鶏卵を用いた茹で卵づくりだったが、これは卵の爆発により失敗した。
一方、大日本帝国海軍は1944年（昭和19年）頃、海軍技術研究所と島田実験所（現在の島田理化工業の前身）にて、マイクロ波を照射して航空機などを遠隔攻撃するためのZ兵器の研究を行っていた。初の実験対象はサツマイモで、ふかし芋のようになったと伝わる。その後、5 mの距離からウサギを死に至らしめることにも成功したが、それ以上の大型化が出来ず、兵器としての開発は頓挫していた。大和型戦艦から撤去した副砲の旋回部分を利用して、パラボラアンテナを設置する工事も行われたが、島田実験所が空襲被害を受けて兵器として実用化されることなく、第二次世界大戦の終戦を迎えた。
開発者の一人であった中島茂は戦後に軍事研究の職を失い、マイクロ波でコーヒー豆を炒る機械を製作して、東京のコーヒー店に納入し糊口をしのいだ。だが、この「電子レンジ」が一般商品化されることはなかった。

### 製品化
レイセオン社はマイクロ波による調理について1945年に特許をとり、1947年に最初の製品を発売した。高さ180 cm、重量340 kg。消費電力は3000 Wだった。この製品は非常に売れ行きがよく、他社も相次いで参入した。

### 日本
- 1951年（昭和26年）7月19日の新聞記事によると「南氷洋で捕鯨した冷凍鯨肉を鮮度を損ぬまま解凍する技術」として、東京水産大学（現・東京海洋大学）が「冷凍したクジラ肉に超短波を照射し解凍する技術」について研究しているとの記事が掲載された。鯨肉の解凍技術について既に確立されたので、同年8月29日よりイギリスのロンドンで開催される第八回国際冷凍食品会議で、この「クジラ肉の解凍方法」について発表する旨が記事になっている。
- 1959年（昭和34年）東京芝浦電気（現・東芝）が国産初の電子レンジを開発[15]。
- 1961年（昭和36年）国際電気（現・日立国際電気）が国産初の業務用電子レンジを発売[16]。
- 1962年（昭和37年）早川電機工業（現・シャープ）が日本国内初の量産品電子レンジ「R-10」（54万円）を製造[17]。
- 1963年（昭和38年）松下電器産業（現・パナソニック）が電子レンジ「NE-100F」（115万円）を製造、電子レンジ普及の先駆的商品となった[18]。
- 1964年（昭和39年）開通の東海道新幹線・新幹線0系電車のビュッフェ車に電子レンジが備え付けられた。
- 1965年（昭和40年）一般家庭向けに松下電器産業の「NE-500」[19]が初めて発売された。
- 1966年（昭和41年）早川電機工業が国産初のターンテーブル方式を採用した電子レンジ「R-600」（198,000円）を発売した[20]。

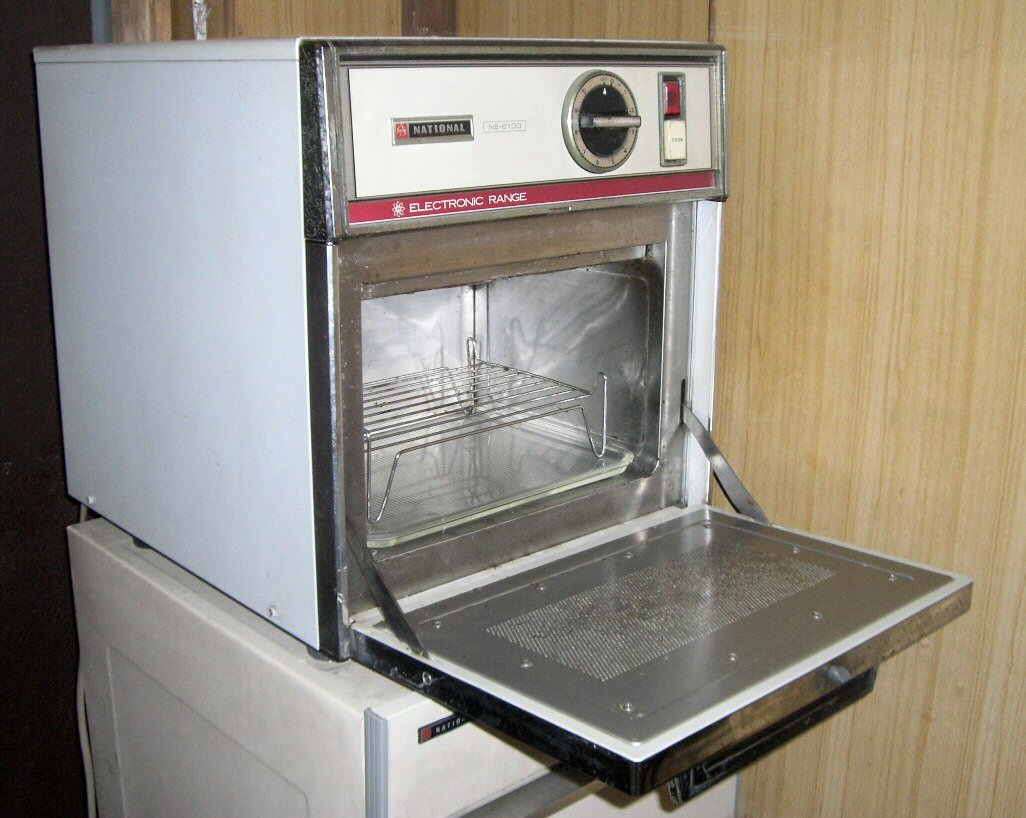
1971年、松下電器産業（現 パナソニック）より「ナショナル」ブランドとして発売された家庭用電子レンジ「エレックさん」NE-6100。温めのみの単機能でタイマーとon/offボタンしかついていない。価格は8万円台と、当時の電子レンジとしては安価だった。

- 1972年（昭和47年）郵政省（現・総務省）の型式指定が制度化[22]された。製造業者又は輸入業者が電波法令の技術的条件に関する内容を郵政大臣（現・総務大臣）に申請し、審査結果が適合しているものについて郵政大臣が型式を告示することで、型式指定の表示は横径3 cm、縦径1.5 cmの楕円形とされた。
  - 従前は設置にあたり個別に高周波利用設備許可状を要していた。
- 1977年（昭和52年）三菱電機がオーブン一体型の電子レンジを発売。
- 1985年（昭和60年）には型式確認制度に移行[23]した。製造業者又は輸入業者が技術的条件に適合しているかを自己確認した内容を届け出て、郵政大臣が型式を告示することである。
- 2006年（平成18年）型式確認の表示は横長径が2 cm以上の楕円形又は横長辺が5 mm以上の長方形[24]とされた。
- 2017年（平成29年）型式確認の表示は電磁的表示によることもできることとなり、型式確認は公示することとなった[25]。

#### 市場の反応
発売当初の電子レンジは高価であり、一般家庭に普及し始めたのは価格が500ドルに抑えられるようになった1970年代後半のことである。そもそも加熱様式が従来と全く異なるため、1960年代には電子レンジによる調理法は模索中であり、確実に役立つと言えるのは「調理済みの食品を再加熱するのに便利」という点であり、1966年の『鉄道辞典 補遺版』では「なお、このレンジ（注：客車のオシ16形に搭載された電子レンジのこと）は現在のところ調理済みの食品の再加熱が最も適している」、1969年の『原色現代科学大事典10 機械』では「（注：電子レンジは）目下のところは、すでに調理済みの食品の再加熱にもっぱらもちいられている。」といった評価がされている。
また、安全性についても1970年には、アメリカで一部製品から許容量を上回るマイクロ波が漏れていることが報道されるなど、マイクロ波に対する健康不安など電子レンジへの不信感は根強く、1998年に行われたイギリスでの調査では、消費者の10パーセントが「電子レンジは絶対に買わない」と回答している。
日本でも当初、冷めた料理を温めたり冷凍食品を解凍したりする程度の役にしか立たないとされる調理器に、なぜ高い金銭を支出して購入する必要があるのか全く理解されず、一般の消費者からすんなりと受け入れられたわけではなかった。そのためメーカーは、電子レンジがあたかも焼き物・煮物・蒸し物・揚げ物・炒め物・茹で物等、ありとあらゆる機能をこなす万能調理器であるかのように宣伝して売ろうとした。一方でサハシ153形のテスト運用に関わった国鉄の担当者は、東芝から食堂車や自衛隊向けを想定しているとの説明を受けており、メーカーでは法人向けの営業も行っていた。大卒初任給が1万5千円程度だった当時は、一般庶民には全く手の届かない高価な調理器具であったため、メーカーとしても法人向けに業務用として納入するのが主目的だったともいわれていた。
これに対して雑誌『暮しの手帖』は1975年から1976年にかけて特集を組み、「電子レンジ―この奇妙にして愚劣なる商品」と題した記事を掲載、「メーカーはなにを売ってもよいのか」と酷評した。同誌は同じ号で、蒸し器を使って冷めた料理をおいしく温めるコツについての記事を掲載した。当時『暮しの手帖』の商品テストは消費者から高い信頼を得ていたため、このキャンペーンの影響で電子レンジに対してのネガティブなイメージは年配の世代を中心に後年まで一部で残ることとなった。
しかし、火を使わずにボタンを押すだけで料理を温めることができる便利さは大きな利点であった。高度経済成長で暮らしが豊かになる半面、都市化と団塊の世代以降の核家族化と個食に代表される「家族が食卓を囲み、揃って食事する文化」が過去のものとなっていく過程で、作り置きした料理を簡単に温められる手段へのニーズが増大し、普及していった。
メーカー側も性能向上に努力し、食品の重量・温度などをセンサーで読み取って食味を損なわない最適な加熱を行えるようにするなど、今日では十分な性能を持つ調理器具としての製品を発売するに至っている。冷凍食品やレトルト食品の普及と品質向上、冷凍食品を保存できる冷凍庫つきの冷蔵庫の普及進展、また電子レンジで調理することを前提とした加工食品が販売されるようになり、利便性の高まりと共に普及率も高まっていった。また、それに伴う大量生産とコモディティ化による価格の下落が、さらなる普及を後押しした。

#### 自動販売機への内蔵
1970年の日本万国博覧会の会場周辺には、電子レンジを組み込んだハンバーガーの自動販売機が登場して話題になった。この自動販売機は紙箱に収められたハンバーガーのみ販売し、購入すると自動的に内蔵の電子レンジに商品が投入、加熱されたうえで提供されるものであった。硬貨投入から商品受け取りまで加熱時間を含め1分程度待たなければならなかったが、自動であるため、深夜でも簡便に温かい食べ物を提供できることや、食料ストックを冷凍することで在庫・食品劣化リスクがほとんどなくなるという利点から、無人のドライブインや高速道路のサービスエリアなどを中心に設置が進んだ。
こういった電子レンジ内蔵自動販売機は、その後の設置数の増加や冷凍食品の発達にも助けられて社会に浸透し、様々なバリエーションが登場した。
1991年にはニチレイフーズが焼きおにぎりや唐揚げ、フライドポテト、たこ焼きなどを併売する機種を誕生させ、1993年に全国展開した。しかし、2010年に自販機の製造が終了し、部品保有期間が7年間であるため、2017年以降、故障したものから撤去。結果、生産の最小ロットに達しなくなり、2021年9月30日に全台撤去が完了した。

#### 2000年代以降の状況
2000年代の日本では、普及率は90%台後半を保ち、温める機能のみの単機能な電子レンジであれば1万円以下で購入可能で、レンジ・ヒーター・スチームを組み合わせて調理する複合型多機能タイプも登場した。
このような状況によって、電子レンジで温めればそのまま食べられる食品が多く店頭に並ぶようになった。コンビニエンスストアを中心に、風味もよく簡便な冷凍食品や、弁当や惣菜などが複数種類取り揃えられるようになり、スナックフードコーナーには電子レンジ対応メニューが定番商品として並んでいる。その場で温められたり、持ち帰って温めたりして食べられている。また、スーパーマーケットなどの食品売り場でも弁当や惣菜など電子レンジを利用する商品の扱いが増したことで中食産業の市場も拡大している。
2005年4月、シャープは自社電子レンジの世界累計生産台数が世界で初めて1億台を達成したことを発表した。

## 種類
庫内の状態は以下の2種がある。

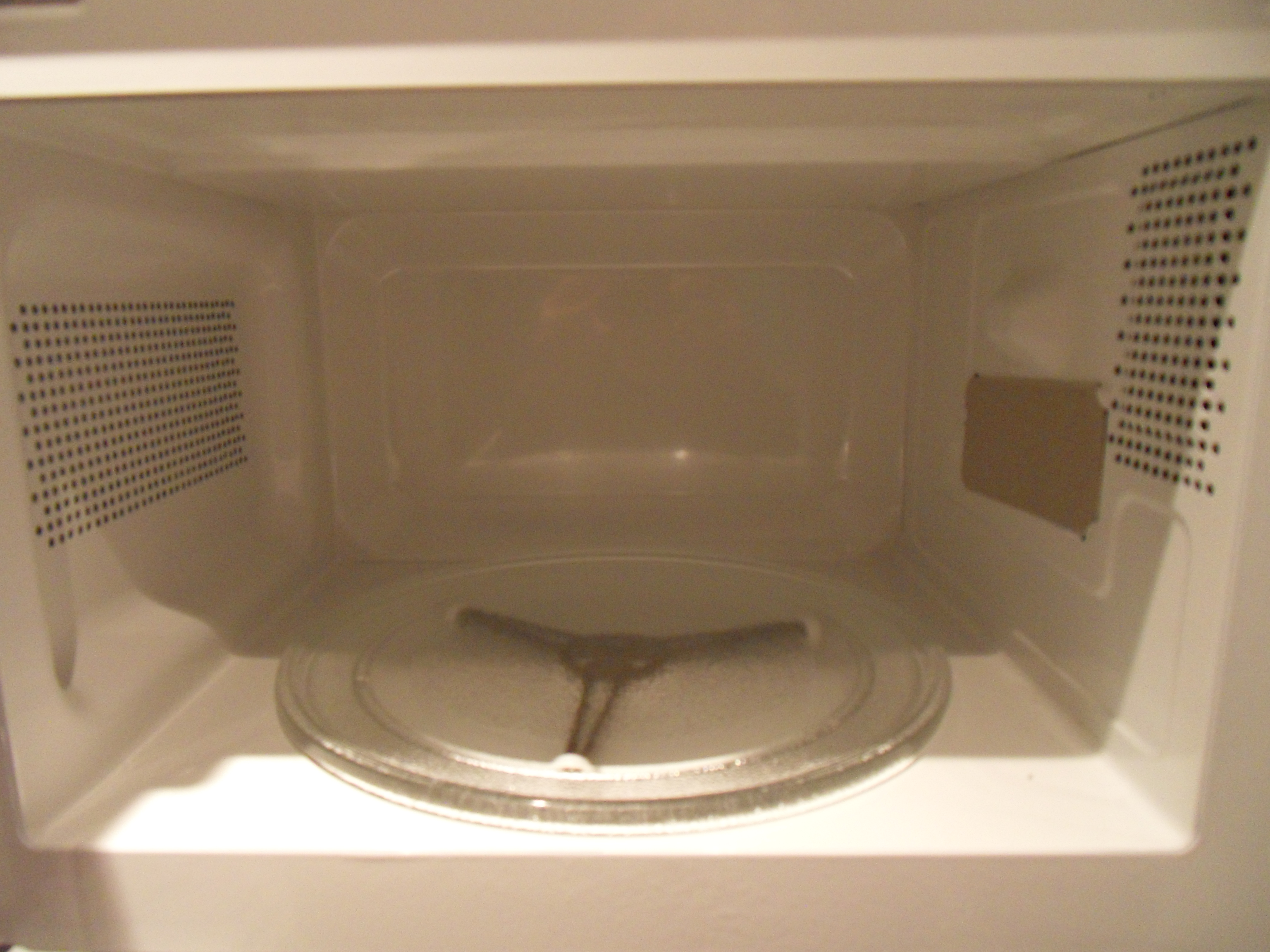
ターンテーブル式の内部の一例

- マイクロ波の照射・吸収にむらがないように、ターンテーブルを設けた方式
- 高出力・多機能製品を中心に採用している、庫内がフラットになっている方式

フラットタイプは、照射用アンテナの方が回転している。業務用電子レンジでは出力を上げたり内部で乱反射させることで、入れた食品を回転させずにムラ無く加熱させる製品もある。
電子レンジは基本構造上、商用電源周波数にその能力や出力が影響されうる。このため、より効率的な加熱を行ったり、きめ細かな出力制御をするために、インバータで電源からの影響を回避する機能を持つ製品もある。そのような製品は、交流電源を一旦直流にコンバートしてから、商用電源周波数よりも高い、所定の交流の周波数で高圧に変換するため、電源周波数に影響されない。
ただ、そういった機能の無い旧来の製品や「温め専用」など安価な製品にあってはその限りではなく、例えば日本国内でも、西日本と東日本地域で、異なる商用電源周波数に影響される製品もあり、利用者の引越しで問題となる。この場合は、有償によるメーカー修理の形で、使用地域にあった部品への交換改修が行われる。また消費者側では「移転先の電源周波数に合わない」理由によって、従来品を破棄して買い替えが行われる。
一般に、50 Hz用のものを60 Hzで使用すると出力が定格を超えてしまい、逆の場合は内部の変圧器で過電流が発生し、焼損や温度ヒューズの溶断をもたらす。これを逆手に取り、回路を50 Hz用で設計し、60 Hzで使用されていることを検知した場合には、自動的にマグネトロンを断続運転とすることで「時間平均」での出力の帳尻合わせを行うことで、ヘルツフリーを実現している製品もある。また、従来型回路で出力を可変する（例えば定格500 Wの機種で200 W出力を行う）ためには、断続運転が一般的な手法であり、瞬時出力は変化しない。このため、ごく短い運転時間では500 Wも200 Wも同じ結果となる。
電子レンジに、他の機能を付加した製品も多く登場してきている。その代表的な例が、オーブン機能のついた電子レンジ「オーブンレンジ」である。電子レンジには出来ない「焼く」という機能を、電熱線やガス燃焼を使ったオーブン機能で行い、オーブンと電子レンジの双方の利点をミックスしている。スチームを利用して加熱したり、あるいは食品の温度を計測しながら、自動的に加熱時間を調整するなど、多機能化した電子レンジも登場している。

## 調理方法
電子レンジでの調理は一般に庫内ターンテーブル片側に調理物を置きドアを閉めてスタートする（中央ではマイクロ波が十分に照射されない）。特に調理物の温度を赤外線センサーで確認しながら制御している機種などでは庫内に調理物が置かれていないと正常な調理ができないことがある。
電子レンジの調理方法について、高機能化した電子レンジではなく単機能の電子レンジであっても、「冷めた料理や素材を温める」「冷凍食品を解凍する」といった使い方のほかに、煮る・煮込むといった加熱調理器具としての位置づけもある。多機能レンジにおいて調理法は各食品・料理に適した機能を選択して行う必要がある。
電子レンジであたためを行う場合、通常は器にラップをかけて行う。これにより、食品をあたためた場合に発生する水蒸気を副次的に利用し、水分の蒸発による食材のパサつきも抑え、蒸すのに類似した効果も同時に得ることができる。ただし、水分量が多いとふやけてしまうような食材（パンや揚げ物など）は逆にラップをかけないで、食品の下にクッキングシートを敷いて余計な水蒸気を逃がし食品を皿の上で結露した水によってふやかさせないなどの工夫も行なわれる。
野菜、とくに火が通りづらい根菜類でも、温野菜を作ることができる。これは食材の下拵えとしても行われる。レンジパックなどの、より簡単に温野菜をつくれる調理グッズも出てきている。ケーキのようなものも、電子レンジを用いて作ることができる。食感は蒸しケーキに似る。
加熱はできるが、素材の表面が乾燥し焦げ目はつかないため、焼き料理は作れない。ただし、電子レンジ用調理器具や冷凍食品の中には、電子レンジの調理機能のみで「焦げ目がつくよう工夫されたもの」のような焼き物料理ができる冷凍食品や、焼き魚やから揚げの調理ができる包材も商品化されている。

## 故障・不具合
電子レンジの耐用年数はおおむね10年（1000時間）ほどが通常である。これより以前に温まらない状態になった場合には、一度コンセントを抜いて3分ほど経って差し直すと直る場合がある。
電子レンジの修理費は1〜2万円であり、安価な電子レンジはそれ以下で購入できるため、修理するよりは買いなおしたほうが早い場合が多い。

## メーカーやブランド
2021年や2022年時点で電子レンジのメーカーやブランドとして世界的に知られているのは、おおむね次のようなところである。
- GE（ゼネラルエレクトリック）
- Frigidaire（フリッジデール。現在は欧州のエレクトロラックスの傘下）
- LG（LGグループ）
- en:Kenmore（ケンモア。シアーズの家庭用品ブランド。実際の製造はWhirlpool、LG、Electrolux、Panasonicなど）
- Maytag（メイタグ。アメリカの家庭用品ブランドで、現在はWhirlpoolが所有するブランド）
- Panasonic（パナソニック）
- Samsung（サムスン電子）
- Sharp（シャープ）
- Whirlpool（ワールプール・コーポレーション）
- TOSHIBA（東芝）

### 日本国内
- パナソニック（業務用電子レンジを国内で唯一製造し、シャープへもOEM供給）
- 日立グローバルライフソリューションズ
- 東芝ライフスタイル
- シャープ（業務用はパナソニックのOEM）
- 三菱電機
- アイリスオーヤマ
- オーム電機
- 山善
- KNチヨダ（NEOVEのブランド名）

### 生産より撤退
- 日本電熱
- 三洋電機（パナソニック完全子会社化に伴い2011年限りで終了。業務用も生産していた）
- ネスター（2021年6月生産終了）
- NEC
- コロナ

## トピック

### 電子レンジによる調理の表現
「電子レンジで調理する」という意味の俗語が各国に存在する。
日本では調理完了を知らせる合図音として、「チーン」という音が出る仕組み（機械式タイマーとベル）を、一時期は多数の製品に組み込んでいた要因から、日本語で「チンする」または「レンチンする」と表現することもある。
電子レンジが登場した時、調理する行為には特に名前が付けられなかったが、前述の合図音が由来となり、全国的規模で自然発生的に生まれた言い方である。文化庁による2013年度の「国語に関する世論調査」では、90.4 %が「チンする」を使用すると回答している。この調査結果は「チンする」という言い回しが、広く日本語として浸透していることを示すものである。
- 日本の初期型電子レンジには、調理完了を知らせる合図音を出す装置が付いていなかったため、「調理が終わったのに気がつかず、せっかく温めた料理が冷めてしまう」という意見が購入者から出ており、早川電機（現・シャープ）電子レンジ開発チームのメンバーにも届いていた[41]。
  - そのメンバーが労働組合主催のサイクリングに参加した時、ベルの音が印象に残っていたことがヒントとなり、電磁石とばねで合図音のベルが鳴る仕組みを搭載した改良型が開発された[41]。また、「研究室の近所に自転車店が多かったため、当時の研究者が自ら店に出向いてベルを買い、アルミを絞ったベルでコストダウンし、ばねを使って音の強弱を調整して電子レンジに取り付けたのが発端」で「タイマーは当初ゼンマイ式で、ベルを一体化してチーンと音が鳴る構造」といった、シャープ広報室の説明もあった[42]。
- 1970年代後半、松下電器（現 パナソニック）は当時発売していた電子レンジ「エレックさん」にちなみ、調理する行為を「エレックする」と名付け普及・定着を試みたが定着せず、結局極一部の範囲に留まった[36][43]。
- 食品業界から発生した業界用語に「レンジアップ」というのがある。電子レンジで温めるの意であり、例えば「焼く前にレンジアップして解凍する」というように使われる。しかし Range up. とは、英語として全く意味不明であり、完全な和製英語である。
- 中国語では、類似の擬音語による表現もあるが、「回す」を意味する「転」（ジュアン：繁体字: 轉、簡体字: 转、拼音: zhuǎn）という動詞が、電子レンジで加熱するという意味にも使われている。[要出典]
- 英語では動詞化した microwave を用いて、Let's microwave some ○○（訳：○○を電子レンジで温めよう）が使用される[44]。電子レンジ調理に対応していることを、可能を意味する接尾辞を付加してmicrowaveableと表現する。

現代において、合図音で「チン」を用いているのは、普及価格帯の単機能タイプが主体で、高出力化・多機能化した製品では、圧電素子を利用した電子音を用いている。

### 電波漏れ
普及し始めた頃の電子レンジには、調理中に扉を開けると瞬間的に強い電磁波が漏れる機種が4割程度存在しており、1970年には国会（衆議院物価特別委員会）で取り上げられるなど問題視されたことがある。1970年頃、電事レンジからの電磁波漏れで主婦が白内障となり問題となった。
後にはISMバンドを利用する通信（無線LANなど）への混信が問題となった。

### 電子レンジに関する事件
- 2005年8月、アメリカ合衆国オハイオ州デイトンで、25歳の母親が電子レンジに自分の赤ん坊の娘を入れてスイッチを押し、2分以上加熱したと見られる。このため、高温の熱による内臓損傷により死亡。殺人罪で逮捕・起訴され、2008年9月8日、終身刑を言い渡された[50]。また2007年5月、アメリカ合衆国アーカンソー州ジョシュア・モールディンで、19歳の父親が電子レンジに2歳の娘を入れてスイッチを押し、全身熱傷でIII度の重傷を負わせたとして逮捕された。さらに2011年3月には、カリフォルニア州でてんかんを患っていた34歳の母親が生後2か月の娘を電子レンジで加熱して殺害したとして、2015年11月13日に終身刑が言い渡されている[51]。
- オウム真理教の死体焼却炉がマイクロ波加熱方式であったことから、電子レンジに例えられていた[52]。
- 製造物責任法に関する都市伝説として「飼い猫を電子レンジで乾燥」というものがあった（俗称「猫レンジ」）。内容は、アメリカの主婦が飼っている猫を洗った後、毛を乾燥させるために電子レンジを使用したところその猫が死んでしまい、主婦は「電子レンジの取扱説明書に『ネコを乾燥させてはいけません』とは書かれていない」と主張、メーカーの落ち度であると裁判になり、企業側が敗訴し多額の賠償金を支払うことになり、結果として電子レンジの取扱説明書に「ペットを入れないで下さい」という注意書きを書くに至ったという話である。ただし実際にこのような訴訟があったという記録は無く、アメリカの訴訟社会を揶揄した都市伝説である。日本やアメリカの法律においても電子レンジにそのような注意書きを添える義務も無い。なお実際に起きた事例としては、2007年12月にカナダアルバータ州カムローズで強盗に入った13-15歳の少年4人が住人の飼っていた猫を電子レンジで加熱し殺害した事例[53]や、2014年にイギリスで飼っていた猫が飼っていた金魚を襲ったことに対するお仕置きで電子レンジで猫を1分程加熱し死亡させた女性に対し、禁錮14週及び生涯動物を飼うことを禁止する判決が下された事例がある[54]。